# The Dresden Dolls
The Dresden Dolls es un dúo musical estadounidense de Boston, formado en el año 2000 por la cantante, pianista y compositora Amanda Palmer y el baterista, a veces guitarrista y cantante Brian Viglione. Ellos se describen su estilo musical como un cabaret punk brechtiano.

## Historia
The Dresden Dolls se conocieron en una fiesta del día de Halloween del año 2000, Amanda Palmer tocaba esa noche para la fiesta. Brian Viglione se presentó con Palmer y unos días después empezaron a tocar juntos. El nombre de la banda proviene de la fusión de dos conceptos: el bombardeo de la ciudad alemana de Dresden durante la Segunda Guerra Mundial y las muñecas de porcelana que se creaban en esa ciudad antes de la guerra.
En el año 2003 realizaron la grabación del disco en vivo A is for Accident. Grabaron su primer disco de estudio The Dresden Dolls en 2001, pero aún no tenían sello discográfico, hasta que firmaron con 8foot Records y lo lanzaron oficialmente en 2004. De este álbum surgieron los sencillos "Coin-Operated Boy" y "Girl Anachronism", los cuales fueron dirigidos por Michael Pope, quien se ha encargado de realizar todos sus videos musicales y su primer DVD.
En 2005 salieron de gira con la banda de rock Nine Inch Nails y visitaron algunas partes de América y Europa. El 5 de junio de 2005 grabaron en el Paradise Rock Club de Boston, Massachusetts, su primer DVD que contiene el documental A life in the day of The Dresden Dolls sobre su preparación antes del concierto, el performance del grupo de artistas "The Brigade", el concierto en Paradise Rock Club y sus dos primeros videos oficiales, "Coin-Operated Boy" y "Girl Anachronism". En enero de 2005 se pidió la contribución de varios seguidores alrededor del mundo para realizar el video del primer sencillo "Sing" que formaría parte de su nuevo disco Yes, Virgina, lanzado a mediados de abril de 2006. "Sing" salió al aire a mediados de abril de 2006 y muestra la colaboración del grupo artístico "The Brigade" como estatuas vivientes, también contiene escenas alrededor del mundo como Japón, México y San Francisco. En junio de 2006, la banda salió de gira con la banda Panic! at the Disco. Durante la gira, la banda filmó el video Backstabber: The Dresden Dolls vs. Panic! at the Disco, posteriormente realizaron una nueva versión para el video del segundo sencillo "Backstabber".
En 2007, la banda participó en la gira "True Colors" al lado de artistas como Cyndi Lauper y Erasure, apoyando la diversidad. Ese mismo año, los miembros de la banda deciden tomar un descanso para realizar proyectos individuales, como la colaboración de Brian Viglione en un álbum y gira con la banda de Boston, Humanwine. Al mismo tiempo, Amanda Palmer por su parte prepara su disco en solitario con el título tentativo de "Who Killed Amanda Palmer?", en donde colabora con artistas como Ben Folds, Zoe Keating (exmiembro de la banda neoyorquina Rasputina), entre otros. En mayo de 2007 comenzó la filmación del nuevo video para el sencillo "Shores of California" en donde no participó el baterista Brian Viglione, debido a su tour con la banda Humanwine. El 8 de junio de 2007 se lanzó a través de YouTube el video "Shores of California", grabado a las orillas de California y en donde participa el acordeonista y amigo íntimo de la banda Jason Webley. En 2007 la banda se tomó un respiro mientras su vocalista Amanda Palmer promocionaba su debut en solitario Who Killed Amanda Palmer y el baterista Brian Viglione colaboraba con la banda The World/Inferno Friendship Society.
En enero de 2008 se anunció el lanzamiento de un nuevo material discográfico de canciones previamente grabadas para las sesiones de Yes, Virginia que no fueron lanzadas en ese álbum, pero tampoco fueron desechadas por su gran calidad, también se incluyen lados B y alguna que otra canción que se grabó especialmente para este disco. Posteriormente este proyecto se titularía No, Virginia. El 20 de mayo de 2008 se lanzó a nivel mundial No, Virginia (promocionado como complemento de su antecesor Yes, Virginia), comenzando con la promoción del primer sencillo "Night Reconnaissance", cuyo video salió al aire por primera vez en Myspace videos el miércoles 7 de mayo de 2008.

## Miembros
- Amanda Palmer (voz, piano)
- Brian Viglione (batería, guitarra)

## Discografía

### Álbumes
- The Dresden Dolls (self released CD-R, 2001)
- A is for Accident (Important Records CD, 2003)
- A is for Accident (relanzamiento) (8ft. Records CD, 2004)
- The Dresden Dolls (8ft. Records CD, 2004)
- Yes, Virginia... (Roadrunner Records CD, 2006)
- No, Virginia... (Roadrunner Records CD, 2008)

### Sencillos
- "Good Day" (7" Vinyl) (Important Records, 2003)
- "Girl Anachronism" (Roadrunner, 2004)
- "Coin-Operated Boy" (Roadrunner, 2004)
- "Sing" (Roadrunner, 2006)
- "Backstabber" (Roadrunner, 2006)
- "Shores of California" (Roadrunner, 2006)
- "Night Reconnaissance" (Roadrunner, 2008)

### Compilaciones
- "Coin-Operated Boy" del álbum A Dark Cabaret (Projekt Records, 2005)
- "Pretty in Pink" (cover) del álbum High School Reunion (American Laundromat Records and Face Down Records, 2005)
- "Life on Mars" (cover) del álbum 2. CONTAMINATION: A Tribute to David Bowie (FTC Records, 2006)
- "A Night At The Roses" del álbum A Users Guide To The First 100 Important Records Releases (Important Records, 2006)

### DVD
- The Dresden Dolls: Live in Paradise (DVD) (Roadrunner Records/8ft Records, 2005)
- The Dresden Dolls: Live at the Roundhouse (DVD) (Roadrunner Records/8ft Records, 2007)